# 코펜하겐시

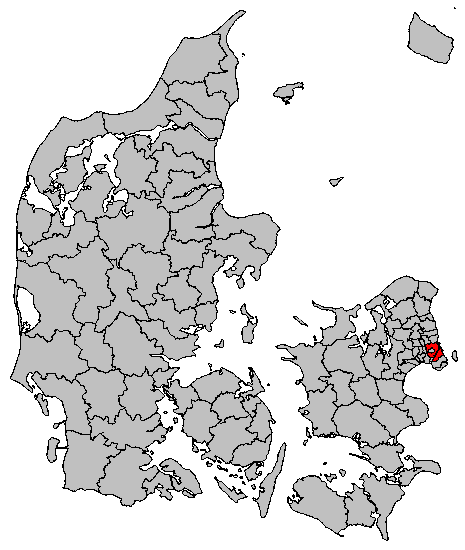
코펜하겐시의 위치

코펜하겐시(덴마크어: Københavns Kommune)는 덴마크 수도 지역에 위치한 지방 자치체로 행정 중심지는 덴마크의 수도인 코펜하겐이며 면적은 86.4km2, 인구는 602,481명(2017년 1월 1일 기준), 인구 밀도는 7,000명/km2이다. 셸란섬 동부 연안에 위치한다.

코펜하겐시는 덴마크에서 인구수가 가장 많은 시지만 덴마크에서 면적이 가장 작지는 않다.